# Břízy tmavé u Raduňských rybníků
Břízy tmavé u Raduňských rybníků je památná skupina bříz tmavých (Betula obscura Kotula nebo Betula pendula var. obscura) u soustavy Raduňských rybníků a Raduňského mokřadu v obci Raduň v okrese Opava. Nacházejí se také v pohoří Opavská pahorkatina v Moravskoslezském kraji a v Horním Slezsku.

## Další informace
Břízy tmavé u Raduňských rybníků se nacházejí v listnatém lese s převahou břízy bělokoré (Betula pendula). Památková ochrana je vyhlášena od 15. prosince 1997 a ochranné pásmo stromů je vyhlášeno dle zákona. V době vyhlášení zde rostlo 21 bříz tmavých a při revizi v letech 2009 – 2010 již bylo zjištěno již jen 11 bříz tmavých. Je známo, že kmeny bříz bývají „krátkověké“ a za příznivých okolností se mohou obnovovat výhonky kořenového systému. Z tohoto důvodu není vyhlášení památným stromem u bříz obvyklé a podle údajů z roku 2022 jsou to jediné památné břízy v Moravskoslezském kraji. Obvody kmenů těchto stromů (měřené ve výčetní výšce) jsou mezi 0,8 až 1,51 m a výška stromů je asi 24 m.

## Galerie

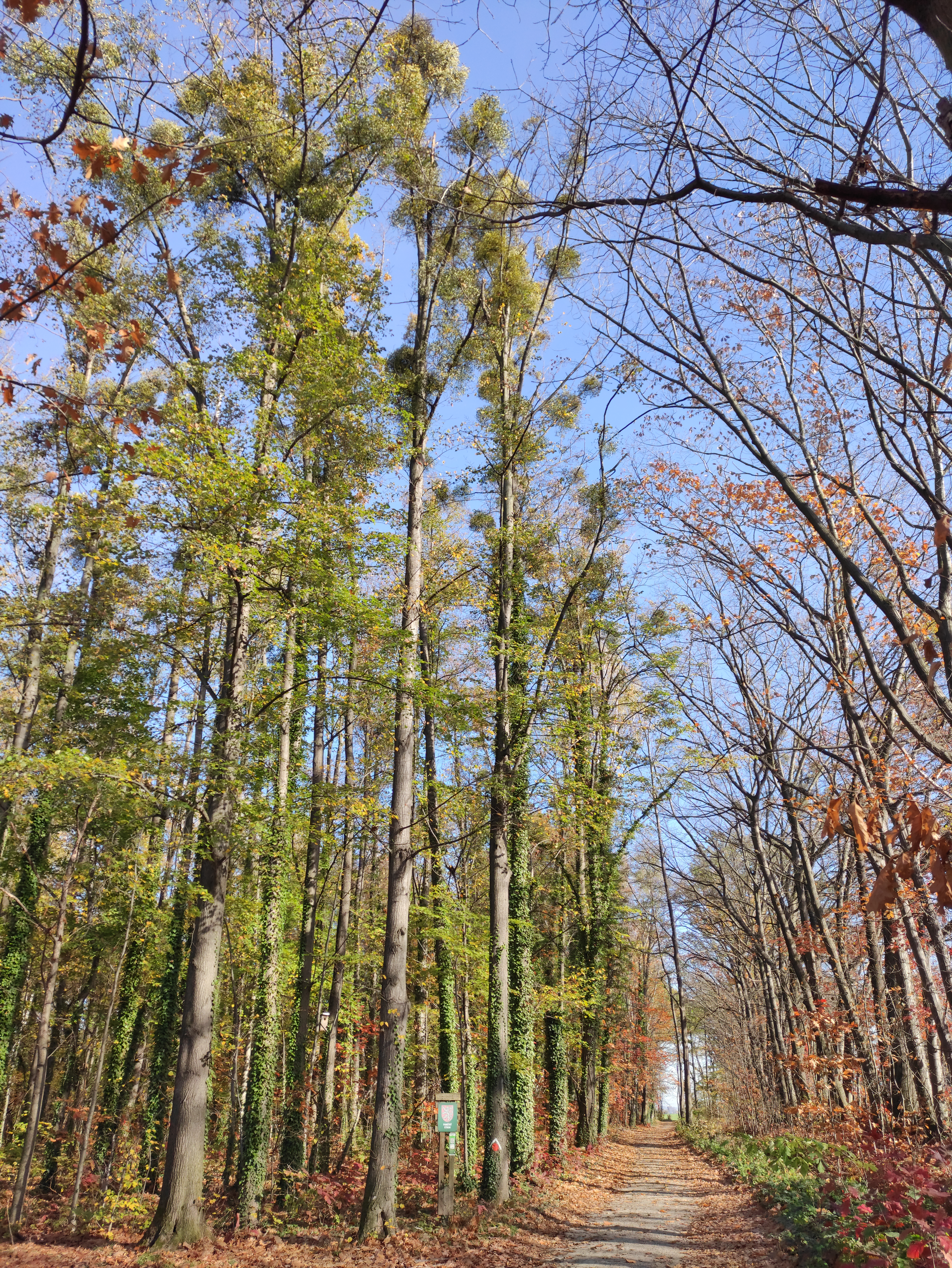
Lesní cesta podél bříz